# Transistor Revolt Demo
Transistor Revolt är bandet Transistor Revolts (senare kända som Rise Against) första och enda demo, inspelad och producerad under 1999 och 2000. Demon släpptes 2000 och innehåller fyra spår som tillsammans bjuder på ungefär åtta och en halv minuts speltid. Alla spår har blivit nyinspelade samt omproducerade och finns på The Unraveling.

## Låtlista
1. "Reception Fades" - 1:56
2. "Art of Losing" - 1:47
3. "Two" ("401 Kill" som nyproducerad) - 3:23
4. "Join the Ranks" - 1:25

## Musiker
- Tim McIlrath (sång)
- Joe Principe (bas)
- Tony Tintari (trummor)
- Dan Precision (Mr. Precision) (gitarr)